# Baikida Carroll
Baikida Carroll (Saint Louis (Missouri), 15 januari 1947) is een Amerikaanse jazztrompettist en -componist. Carroll studeerde aan de Southern Illinois University en aan de Armed Forces School of Music. Hierna werd hij lid van de Black Artists Group in St. Louis, waar hij hun big band dirigeerde. Deze band nam in de jaren 70 op in Europa.

## Biografie
Carroll ging naar de Vashon en Soldan High School. Hij studeerde trompet bij Vernon Nashville. Zijn vroege invloeden waren Clark Terry en Lee Morgan. Carroll werkte met de All City Jazz Band, met als leden Lester Bowie, J.D. Parran en James 'Jabbo' Ware. Terwijl hij nog op de middelbare school zat, werkte hij samen met Albert King, Little Milton en Oliver Sain. Carroll trad in 1965 toe tot het Amerikaanse leger en diende in de 3rd Infantry Division Band in Würzburg, Duitsland. In 1968 keerde hij terug naar St. Louis en leidde hij het Baikida Carroll Sextet, waar hij ook orkestdirigent/directeur werd van de Black Artists Group of St. Louis (BAG), een multidisciplinair kunstcollectief dat hem in contact bracht met Julius Hemphill, Oliver Lake, Hamiet Bluiett en John Hicks. In 1972 waagden Carroll, Lake, Joseph Bowie, Charles 'Bobo' Shaw en Floyd LeFlore zich naar Parijs, Frankrijk, waar ze toerden als Oliver Lake en de Black Artists Group. Hij trad ook op met Anthony Braxton, Alan Silva, Steve Lacy en zijn eigen kwartet. Hij doceerde theorie en trompet aan The American Centre in Parijs en was artist in residence aan de Cité internationale des arts.
Carroll verhuisde in 1975 naar New York en was daar actief in de freejazzgemeenschap. Hij doceerde ook aan het Queens College. Hij begon muziek te componeren voor toneelstukken met Joseph Papp in het New York Public Theatre en bleef scoren voor Broadway en WNET-TV als onderdeel van de serie The American Playhouse en in het McCarter Theatre. In 1981 trad hij op op het Woodstock Jazz Festival, dat de tiende verjaardag van de Creative Music Studio vierde. Zijn optreden en opgenomen geschiedenis omvat werken met Julius Hemphill, Howard Johnson, Sam Rivers, Charlie Haden, Jack DeJohnette, Cecil Taylor, Reggie Workman, Oliver Lake, Carla Bley, Wadada Leo Smith, Jay McShann, Bobby Bradford, Roscoe Mitchell en Tim Berne.
Tijdens de jaren 1990 werkte hij met Sam Rivers, Pheeroan akLaff, Hemphill en in 2004 werkte hij mee in John Lindbergs kwartet aan het album Winter Birds.
Carroll schreef naast zijn optredens als jazztrompettist talrijke film- en theatersoundtracks en hij stond o.a. op het podium met Albert King, Jay McShann, Amiri Baraka, Patti LaBelle, Little Milton, Charlie Haden en Dr. John.
Baikida Carroll is de zoon van de saxofonist Jimmy Harris. 

## Discografie
Publicaties onder zijn eigen naam
- 1973: BAG in Paris, BAG Records
- 1975: Orange Fish Tears, Palm
- 1979: The Spoken Word, HatHut Records
- 1982: Shadows and Reflections, Soul Note
- 1995: Door of the Cage, Soul Note
- 2001: Marionettes On A High Wire, OmniTone Records

Medewerking
- 1972: Human Arts Ensemble, Whisper of Dharma, Universal Justice
- 1972: Julius Hemphill, Dogon A.D., Mbari
- 1972: Oliver Lake, NTU, The Point from Which Freedom Begins, Freedom Records
- 1972: Solidarity Unit, Inc., Red, Black and Green, Universal Justice
- 1975: Hidden Strength, Hidden Strength, United Artists Records
- 1975: Julius Hemphill, Coon Bid'Ness, Freedom Records
- 1979: Michael Gregory Jackson, Gifts, Novus Records
- 1979: Michael Gregory Jackson, Heart and Center, Novus Records
- 1979: Vinnie Golia, Openhearted, Nine Winds
- 1980: Muhal Richard Abrams, Rejoicing with the Light, Black Saint
- 1980: Muhal Richard Abrams, Blues Forever, Black Saint
- 1980: Muhal Richard Abrams, Mama and Daddy, Black Saint
- 1980: Oliver Lake, Clevont Fitzhubert, Black Saint
- 1980: Oliver Lake, Prophet, Black Saint
- 1982: Oliver Lake, Plug It, Gramavision
- 1983: Jack DeJohnette, Inflation Blues, ECM Records
- 1984: Michele Rosewoman, The Source, Black Saint
- 1984: David Murray, Live at Sweet Basil, Vol. 1, Black Saint
- 1984: David Murray, Live at Sweet Basil, Vol. 2, Black Saint
- 1986: John Carter, Castles of Gauna, Gramavision
- 1988: David Murray, New Life, Black Saint
- 1989: Carla Bley, Watts Work Family Album, ECM Records
- 1990: Oliver Lake, Gramavision Tenth Anniversary Sampler, Gramavision
- 1991: Graham Parker, Struck By Lightning, Demon
- 1993: Charles Papasoff, Papasoff, Red Toucan
- 1994: Steve Weisberg, I can't stand another night alone (in bed with you), ECM Records
- 1995: Julius Hemphill, Reflections, Freedom Records
- 1996: Graham Parker, No Holding Back, Comet Records
- 1996: New York Collective, Naxos
- 1997: Pheeroan akLaff, Global Mantras, Modern Masters
- 1999: Sam Rivers, Culmination, BMG/RCA Victor
- 1999: Sam Rivers, Inspiration, BMG/RCA Victor
- 2004: John Lindberg Quartett, Winter Birds

- Bibsys: 9006550
- Bibliothèque nationale de France: cb13892202j (data)
- Gemeinsame Normdatei: 1115073443
- International Standard Name Identifier: 0000 0001 1474 2863
- Library of Congress Control Number: nr90019582
- MusicBrainz: e7ad39f8-fc9b-47bb-8810-072a274bcb2a
- Nationale Bibliotheek van Tsjechië: xx0151933
- SNAC: w6xd4394
- Système universitaire de documentation: 160319722
- Virtual International Authority File: 68779536
- WorldCat: E39PBJbthBJdWCt7qhyJmxpMfq